# بلورة مخلقة

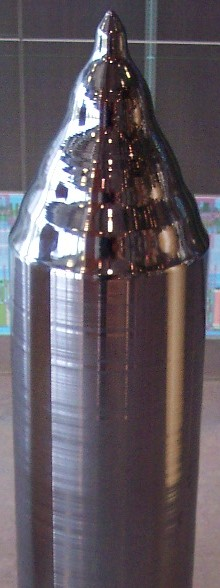
بلورة مخلقة من السيليكون

البلورة المخلقة  هي صبة مكونة من بلورة أحادية يستحصل عليها بأسلوب صناعي.
تعد البلورات المخلقة من السيليكون المادة الأولية للدارات المتكاملة في صناعة أشباه الموصلات، ويمكن أن يحصل عليها بواسطة عدة طرق مثل طريقة بريدجمان-ستوكبارغر Bridgman–Stockbarger method، أو عملية تشوخرالسكي.